# Blåhuvad monark
Blåhuvad monark (Trochocercus nitens) är en fågel i familjen monarker inom ordningen tättingar.

## Utseende och läte
Blåhuvad monark är en flugsnapparlik fågel med lång stjärt och huvudtofs. Hanen är glansigt svart på huvud, strupe, rygg, vingar och stjärt, medan buken är ljusgrå. Honan är helgrå, på ovansidan lite mörkare och på hjässan svartaktig. Sången består av en eterisk, ihålig serie som stiger i tonhöjd, inte olikt en snabb vitfläckig dunrall. Bland lätena hörs hårt tjatter och skallrande ljud.

## Levnadssätt
Blåhuvad monark är en lokalt vanlig men lätt förbisedd flugsnappare inne i skogar och i skogsbryn. Den beter sig mer som en sångare, genom att sitta vågrätt på grenar och knycka med stjärten medan den födosöker.

## Utbredning och systematik
Blåhuvad monark delas in i två underarter med följande utbredning:
- Trochocercus nitens reichenowi – förekommer från Guinea och Sierra Leone till Togo
- Trochocercus nitens nitens – förekommer från Nigeria och Kamerun till Gabon, norra Angola, Demokratiska republiken Kongo, södra Sydsudan, Uganda, Rwanda och Burundi

## Status och hot
Arten har ett stort utbredningsområde och en stor population, men tros minska i antal till följd av habitatförstörelse, dock inte tillräckligt kraftigt för att den ska betraktas som hotad. Internationella naturvårdsunionen IUCN kategoriserar därför arten som livskraftig (LC). Världspopulationen har inte uppskattats men den beskrivs som ovanlig till lokalt vanlig.